# Ciclismo en los Juegos Olímpicos de Pekín 2008 – Ruta masculina
La prueba en ruta masculina, que formó parte del programa olímpico de ciclismo de los Juegos Olímpicos de Pekín 2008, se celebró el 9 de agosto en un circuito urbano por la ciudad de Pekín. La prueba comenzó a las 11:00 hora estándar de China (UTC+8), y estaba programada para finalizar hacia las 17:30 de ese mismo día. La carrera con un total de 245,4 kilómetros trascurrió por la zona norte de la ciudad atravesando el corazón del área metropolitana y pasando por lugares emblemáticos como el Templo del Cielo, el Gran Salón del Pueblo, la Plaza de Tiananmén y el Estadio Nacional de Pekín. Tras 78 kilómetros de perfil prácticamente llano los ciclistas debían dar 7 vueltas a un circuito de 23,8 kilómetros en las cercanías de Badaling que incluía rampas de hasta el 10 %.
La carrera fue ganada por el ciclista español Samuel Sánchez que invirtió 6 horas, 23 minutos y 49 segundos imponiéndose en un apretado final a 5 corredores. Davide Rebellin de Italia y Fabian Cancellara de Suiza, finalizaron en segunda y tercera posición respectivamente con el mismo tiempo que el vencedo adjudicándose las medallas de plata y bronce. Pero el 17 de noviembre de 2009 se dio a conocer que el Comité Olímpico Internacional retiraba la medalla de plata a Rebellin por el positivo por CERA detectado en un control antidopaje realizado en los Juegos, recibiendo Cancellara la medalla de plata y el ruso Alexandr Kolobnev el bronce.
La prueba fue una de las primeras en finalizar de todo el programa de los Juegos, puesto que se celebró el primer día de competición. La preocupación existente previamente al comienzo de la prueba por la excesiva contaminación, no se tradujo en problemas evidentes durante la disputa de la misma. Aunque las condiciones de calor y humedad contrastaron enormemente con la fuerte lluvia que cayó durante la disputa de la prueba en ruta femenina celebrada el día siguiente.

## Clasificación
La clasificación para la prueba estaba restringida a sólo 5 ciclistas como máximo por Comité Olímpico Nacional, siempre que estos se clasificaran a través de las clasificaciones establecidas por la Unión Ciclista Internacional, donde el UCI ProTour prevalecía sobre los Circuitos Continentales UCI. El número de plazas variaba entre los diferentes circuitos. Aquellos Comités Olímpicos Nacionales que no podían alcanzar su cupo de ciclistas con el ranking del UCI ProTour lo podían hacer con deportistas provenientes de los circuitos continentales y si no fuera suficiente a partir de los resultados del Campeonato del mundo "B". El número de plazas asignadas a cada tour fueron (en orden de mayor a menor): 70 ciclistas del ProTour, 38 del UCI Europe Tour, 15 del UCI America Tour, 9 del UCI Asia Tour, 5 del UCI Africa Tour y 3 del UCI Oceania Tour otras 5 plazas provenían del Campeonato del mundo "B".
El número final de participantes clasificados fue de 145, aunque sólo tomaron la salida 143. Cuatro de los ciclistas clasificados no pudieron participar en la prueba, pero dos de ellos fueron sustituidos. Damiano Cunego de Italia no se pudo recuperar a tiempo de las heridas sufridas tras una caída en la 12.ª etapa del Tour de Francia y fue sustituido por Vincenzo Nibali. El portugués Sérgio Paulinho, medalla de plata en la misma prueba en los Juegos Olímpicos de Atenas 2004, no participó por no encontrarse en un buen estado de forma. Tras la expulsión del ruso Vladimir Gusev del equipo Astana por estar implicado en un caso de dopaje fue también apartado de su equipo nacional y sustituido por Denis Menchov, que también participó en la contrarreloj individual. Por último el suizo Michael Albasini se rompió la clavícula mientras entrenaba poco antes de los Juegos lo que le impidió tomar parte en los mismos y ante la escasez de tiempo no pudo ser sustituido por ningún compatriota.

## Antecedentes

### Contaminación
Previamente al comienzo de los Juegos, el Comité Olímpico Internacional restó importancia al riesgo derivado de la excesiva contaminación atmosférica existente en Pekín, sin embargo la organización consideró la posibilidad de reducir la dureza de algunos eventos, caso de las pruebas de ciclismo en ruta, si los niveles de contaminación eran demasiado altos. Los atletas participantes en dichos eventos pueden consumir hasta 20 veces más oxígeno que una persona sedentaria, lo que con niveles altos de contaminación en el aire puede derivar en problemas respiratorios como irritaciones pulmonares o incrementar los efectos de otras enfermedades crónicas como el asma.
Fuentes independientes indicaron que los niveles de contaminación existentes en la ciudad de Pekín el 9 de agosto eran superiores a los recomendados por la Organización Mundial de la Salud A pesar de ello la prueba se celebró con normalidad sin que la distancia se redujera y sin que los ciclistas pusieran objeciones. Durante la prueba abandonaron un total de 53 ciclistas, lo que no es un número excesivo si se tiene en cuenta que en los Juegos Olímpicos de 2004 abandonaron la mitad de los participantes. Tras la carrera numerosos participantes destacaron las duras condiciones en que se había disputado, con una temperatura de 26 °C y una humedad del 90 %. La contaminación sin embargo no fue citada como problema por la mayoría de los deportistas, aunque Stefan Schumacher de Alemania, declaró que las condiciones meteorológicas y la contaminación habían sido causa fundamental de su abandono.

### Favoritos

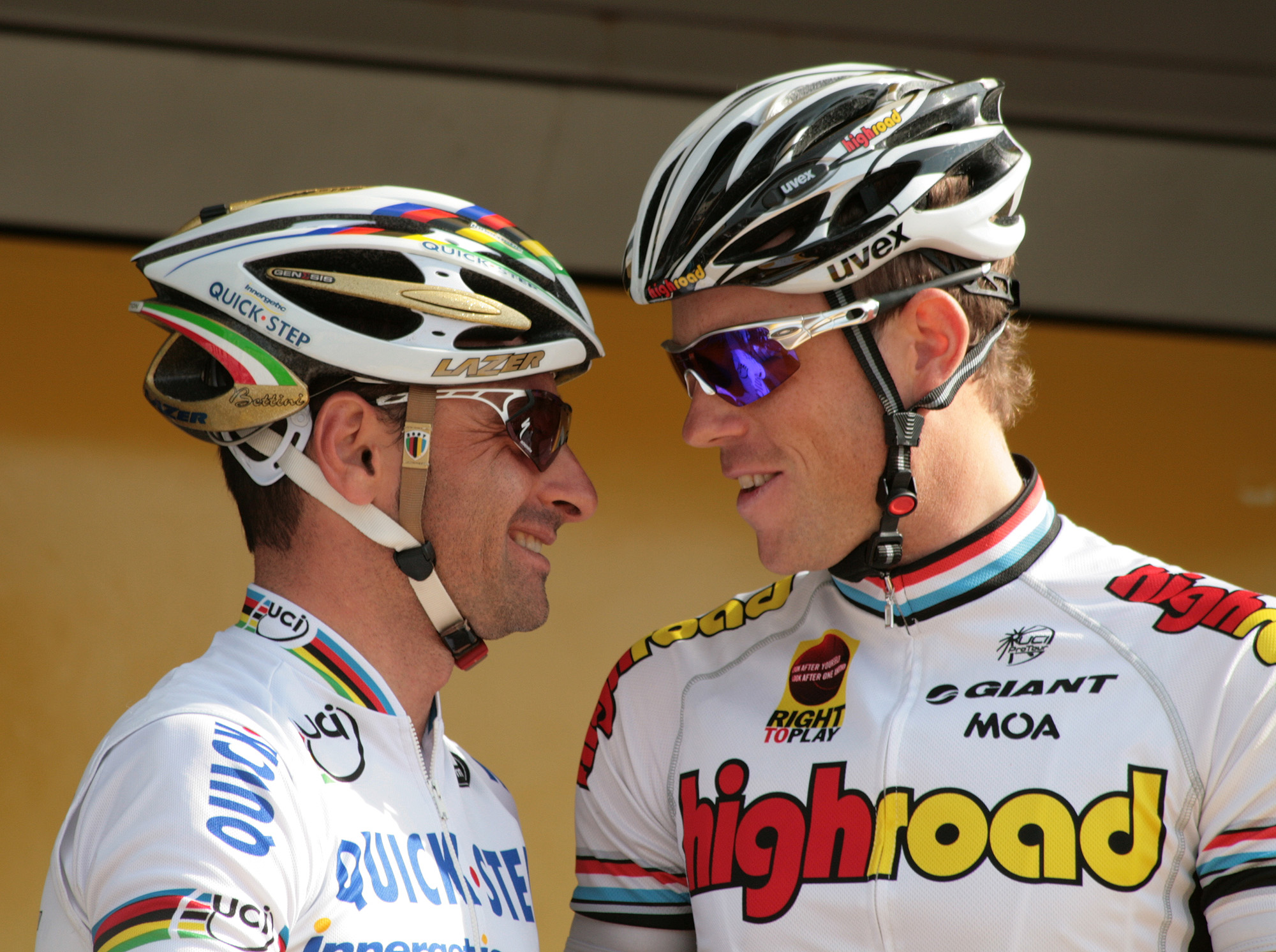
Paolo Bettini (izquierda) y Kim Kirchen (derecha), rivales y favoritos antes del comienzo de la prueba.

Entre los favoritos para la victoria se encontraba la totalidad del equipo español. Dicho equipo contaba con los ganadores del Tour de Francia Alberto Contador y Carlos Sastre, el tres veces campeón del mundo Óscar Freire Gómez, el vencedor de la Dauphiné Libéré de 2008 y dos veces subcampeón del mundo Alejandro Valverde, y Samuel Sánchez, que había logrado tres victorias de etapa en la Vuelta a España 2007 y cuarto en el Campeonato del Mundo en Ruta del mismo año. Valverde era visto como el principal favorito de todos ellos. Otros favoritos a medalla eran el campeón olímpico en los Juegos Olímpicos de Atenas 2004 el italiano Paolo Bettini, y el australiano Cadel Evans, dos veces segundo en el Tour de Francia (2007 y 2008). Los equipos alemán y luxemburgués también formaban parte de los favoritos a la victoria. El equipo alemán tenía a Stefan Schumacher como principal baza para la victoria, además de contar con otros ciclistas con mucha experiencia en las grandes vueltas como era el caso de Jens Voigt; Luxemburgo contaba con los hermanos Schleck, Andy y Fränk, así como con Kim Kirchen, todos ellos habían realizado un gran Tour de Francia ese año.

## Circuito
El Circuito Urbano de Ciclismo, una de las 9 sedes temporales de los Juegos, tenía una longitud de 102,6 kilómetros y la totalidad de la prueba 245,4 kilómetros, la mayor distancia en la historia olímpica hasta ese momento. La salida se localizaba en la puerta de Yongdingmen, uno de los restos de la antigua muralla de la ciudad, la cual es parte del Distrito de Chongwen al norte de Pekín y finalizaba en el Juyong Pass en el Distrito de Changping.

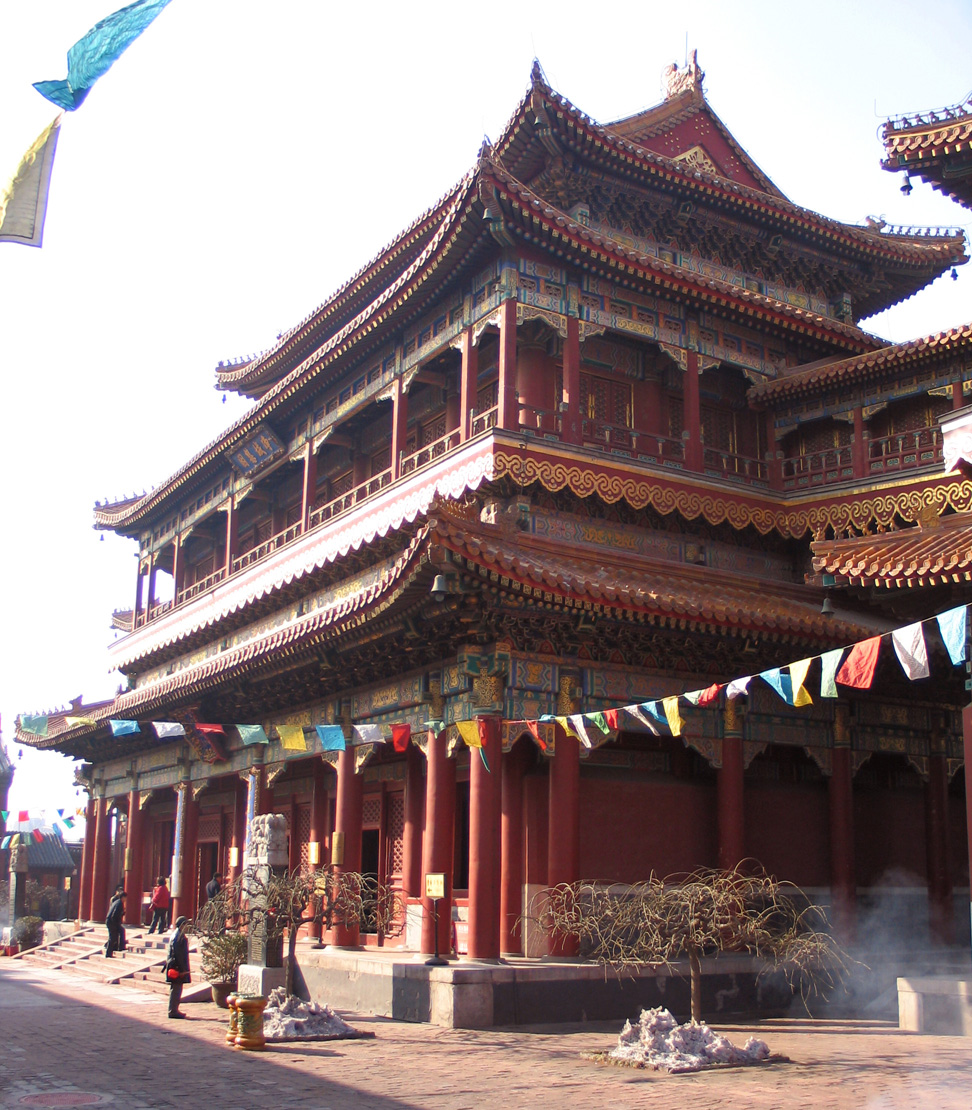
El Templo Yonghe.

 La carrera atravesaba cuatro de los ocho distritos urbanos de la ciudad. El circuito descrito por el periódico The Guardian como "visualmente suntuoso", transcurría por lugares turísticos como el Templo del Cielo, el Gran Salón del Pueblo, la Plaza de Tiananmén, el Templo de Yonghe y secciones de la Gran Muralla. Pasaba además por algunos de los edificios emblemáticos de los Juegos como el Estadio Nacional o el Centro Acuático Nacional.
La carrera masculina, se diferenciaba significativamente de la prueba femenina tanto en cuanto tenía casi el doble de distancia y los ciclista debían dar siete vueltas entre Badaling y Juyong Passes. La primera parte de la carrera transcurrió por el centro de Pekín, por lo que el perfil era prácticamente llano. Tras 78,8 kilómetros los ciclistas llegaban a Badaling donde comenzaba el circuito de 23,8 km al que había que dar siete vueltas. En los 12,4 primeros kilómetros del circuito los ciclistas ascendían 338,2 m de altura hasta coronar el punto más alto del mismo, desde allí se rodaba por un falso llano para finalizar descendiendo hasta el Juyong Pass. Los últimos 350 m de carrera presentaban una ligera pendiente, este final se diseñó para asegurar un emocionante final ante una posible llegada en grupo.
Debido a las medidas de seguridad puestas en práctica por los organizadores de los Juegos, no se permitió a los espectadores ver la carrera situados a los lados de la carretera. Esta decisión fue muy controvertida y algunos de las más importantes figuras del ciclismo, incluyendo al presidente de la UCI Pat McQuaid y a los ciclistas Stuart O'Grady y Cadel Evans (ambos australianos), criticaron las medidas. McQuaid y O'Grady opinaron que la ausencia de espectadores privaría a la carrera de la atmósfera característica de las pruebas ciclistas. El equipo australiano realizó una petición para que dichas restricciones se suavizaran durante la prueba contrarreloj a celebrar días después, pero no fue tenida en cuenta.

## Carrera

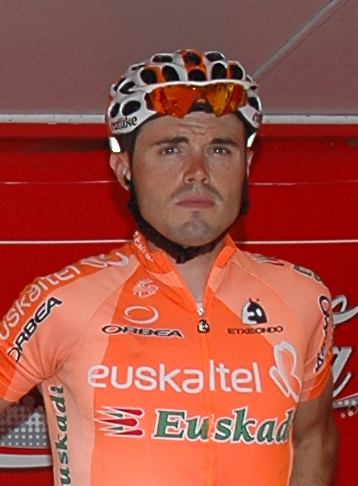
Samuel Sánchez, ganador de la medalla de oro.

La carrera comenzó a las 11:00 hora local (UTC+8). Cuando se llevaban transcurridos tan sólo 3 kilómetros Horacio Gallardo (Bolivia) y Patricio Almonacid (Chile) se escaparon del grupo llegando a tener una ventaja máxima de 15 minutos, aunque en ningún momento representaron una seria amenaza para los favoritos. Sin ningún equipo marcando el ritmo de la prueba en el kilómetro 60 se formó un segundo grupo de 26 ciclistas en el que estaban incluidos Carlos Sastre (España), Kim Kirchen (Luxemburgo), Jens Voigt (Alemania), Roman Kreuziger (República Checa) y Simon Gerrans (Australia). Poco después de comenzar la primera de las vueltas al circuito de 23,8 km., Almonacid dejó a Gallardo y se convirtió en el líder en solitario de la carrera durante hora y media hasta que fue alcanzado por el grupo perseguidor formado en ese momento por 24 ciclistas.

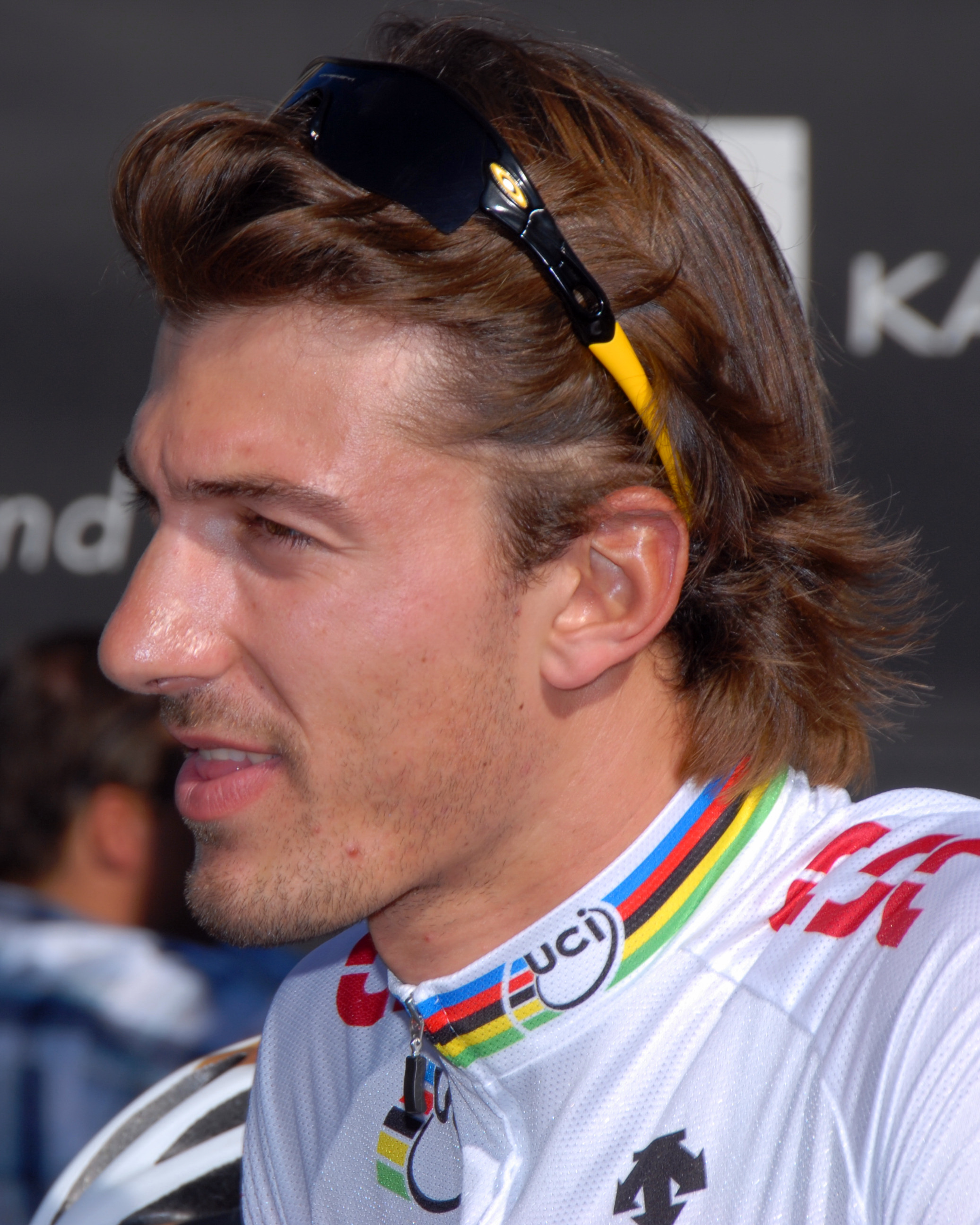
Fabian Cancellara, medalla de plata.

El grupo fue aumentando la ventaja sobre el pelotón, fundamentalmente gracias al esfuerzo de Sastre y Kreuziger, hasta alcanzar los 6 minutos de diferencia a mitad de carrera. En ese momento el equipo italiano aumentó el ritmo para conseguir reducir la diferencia con los escapados. Aleksandr Kuschynski (Bielorrusia) y Ruslan Pidgornyy (Ucrania) escaparon del grupo de cabeza y consiguieron una ventaja de 1:40 sobre el grupo de Sastre y de 2:45 sobre el pelotón principal. A 60 km de meta el grupo de Sastre sería alcanzado por el pelotón principal, manteniéndose en cabeza los dos escapados. Poco antes de finalizar la 5ª vuelta al circuito Marcus Ljungqvist (Suecia), Rigoberto Urán (Colombia) y Johan Van Summeren (Bélgica) escaparon del marcaje del pelotón y alcanzaron a Kuschynski y Pidgornyy, pero trabajo del equipo español, sobre todo de Carlos Sastre, terminó con la escapada y la carrera se reagrupó.

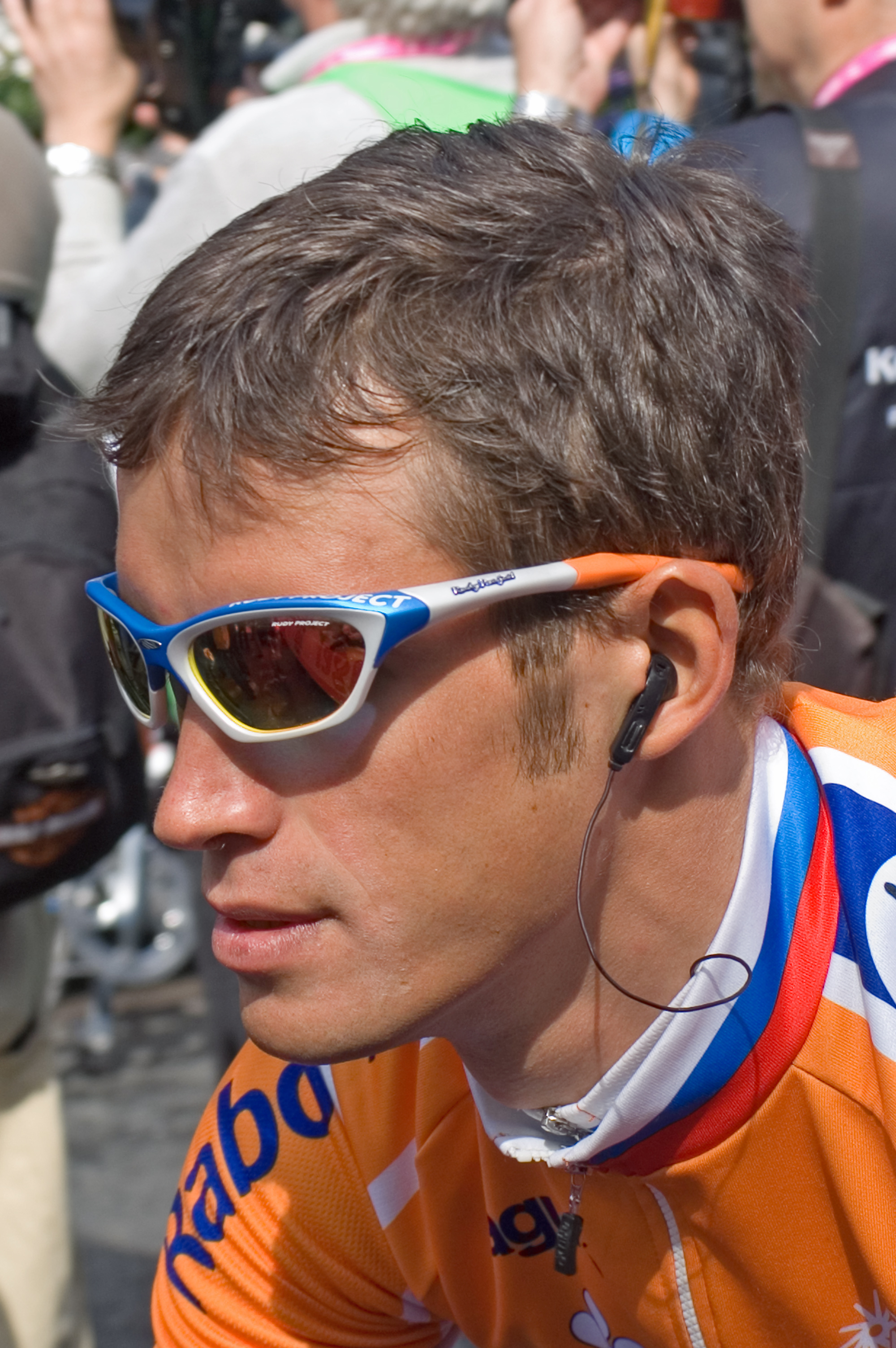
Kolobnev, medalla de bronce.

El siguiente ataque, que sería descrito posteriormente como "audaz" y "valiente" fue realizado por Christian Pfannberger (Austria), que marchó en solitario cuando se estaba finalizando la sexta vuelta. Su máxima ventaja nunca fue superior al minuto, pero solo pudo ser alcanzado a falta de 20 kilómetros a meta. A partir de ese momento los ataques comenzaron a prodigarse, produciéndose un total de 20 en apenas cinco minutos de carrera, tras un ataque del australiano Cadel Evans se formó un grupo en cabeza, que se redujo a tan sólo cinco corredores tras una fuerte aceleración del luxemburgués Andy Schleck. Este grupo estaba formado por el propio Schleck y, Samuel Sánchez (España), Michael Rogers (Australia), Davide Rebellin (Italia) y Alexandr Kolobnev (Rusia). Un nuevo ataque de Schleck en la subida a Badaling descolgó a Rogers y Kolobnev y permitió al trío de cabeza formado por Sánchez, Schleck y Rebellin alcanzar la cumbre situada a 12,7 km de meta con una ventaja de 10 segundos sobre los dos perseguidores y de 26 segundos sobre el grupo de Evans en el que se habían integrado también Valverde, Bettini y Fabian Cancellara. Al paso por la pancarta de los últimos 10 km la ventaja de los tres primeros era de 15 segundos sobre Kolobnev y Rogers.
A falta de 5 kilómetros, Cancellara atacó en el grupo de Evans y logró alcanzar a Kolobnev y Rogers. Gracias al trabajo de Cancellara los tres perseguidores alcanzaron al trío de cabeza a falta de tan sólo 1 km. para meta. En el sprint final de seis corredores Sánchez ganó la medalla de oro, Rebellin la plata (posteriormente retirada por dopaje), Cancellara el bronce y Kolobnev sería cuarto.

## Dopaje

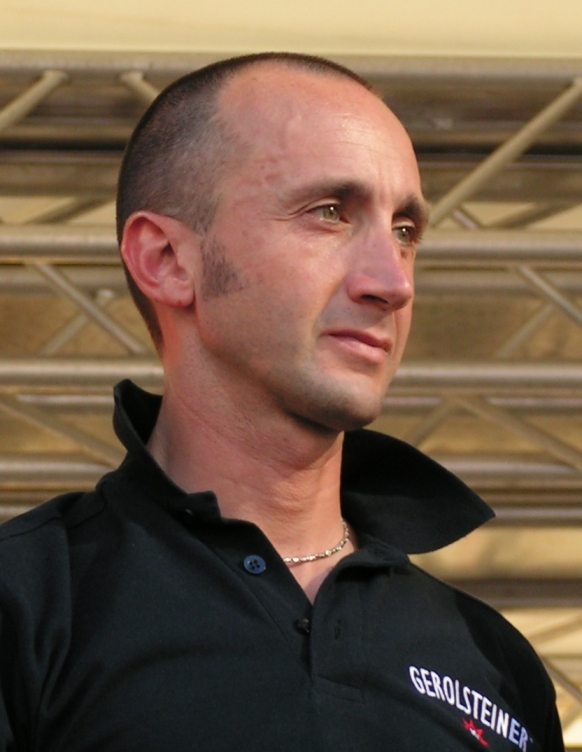
Davide Rebellin fue desposeído de la medalla de plata por dopaje.

En los meses anteriores a la disputa de la prueba se había producido una fuerte controversia, debido a las consecuencias derivadas de los casos de dopaje producidos durante el Tour de Francia. Esto llevó a que el vicepresidente del Comité Olímpico Internacional, Thomas Bach declarase que la celebración de la prueba masculina de ruta en los Juegos Olímpicos debía reconsiderarse puesto que la credibilidad del deporte había sido dañada, aunque aclaró que la amenaza no era inmediata. Pat McQuaid, presidente de la Unión Ciclista Internacional, reaccionó airadamente ante estas declaraciones diciendo: "¿Por qué debería la mayoría de los ciclistas ser amenazados por la existencia de unas pocas manzanas podridas?".
En abril de 2009, el COI anunció a los medios que seis deportistas habían dado positivo en las pruebas antidopaje realizadas en los Juegos Olímpicos de Pekín, aunque sin mencionar ni los nombres de los deportistas ni sus deportes. Los posteriores rumores aparecidos incluían a dos ciclistas, uno de ellos ganador de medalla, entre los seis casos detectados. El Comité Olímpico Nacional Italiano confirmó que uno de sus ciclistas masculinos participantes en los Juegos había dado positivo por CERA en uno de los controles efectuados, aunque no dio a conocer el nombre del mismo. El 29 de abril de 2009 el CONI confirmó que el ciclista implicado en el dopaje era Rebellin. Tras la noticia, el agente del ciclista solicitó que se procediera al análisis de la muestra B de orina a fin de verificar el positivo. El 8 de julio del mismo año se confirmó el positivo de Rebellin así como el del alemán Schumacher, quien ya estaba sancionado por haber dado positivo en el Tour de Francia de 2008. Tras la noticia el presidente del CONI, Giovanni Petrucci, comunicó que Rebellin había sido inmediatamente suspendido del equipo olímpico italiano.

## Clasificación final
La notación "m.t." ("mismo tiempo") indica que el ciclista cruzó la línea de meta en el mismo grupo que el ciclista justo anterior que presenta un tiempo completo.

Fuente: Resultados oficiales
| Posición | Ciclista                    | Tiempo     |
| -------- | --------------------------- | ---------- |
|          | Samuel Sánchez (ESP)        | 6:23:49    |
|          | Fabian Cancellara (SUI)     | m.t.       |
|          | Alexandr Kolobnev (RUS)     | m.t.       |
| 4        | Andy Schleck (LUX)          | m.t.       |
| 5        | Michael Rogers (AUS)        | m.t.       |
| 6        | Santiago Botero (COL)       | 6:24:01    |
| 7        | Mario Aerts (BEL)           | m.t.       |
| 8        | Michael Barry (CAN)         | 6:24:05    |
| 9        | Robert Gesink (NED)         | 6:24:07    |
| 10       | Levi Leipheimer (USA)       | 6:24:09    |
| 11       | Chris Anker Sørensen (DEN)  | 6: 24' 11" |
| 12       | Alejandro Valverde (ESP)    | m.t.       |
| 13       | Jérôme Pineau (FRA)         | m.t.       |
| 14       | Cadel Evans (AUS)           | m.t.       |
| 15       | Przemysław Niemiec (POL)    | m.t.       |
| 16       | Christian Vandevelde (USA)  | 6: 24' 19" |
| 17       | Paolo Bettini (ITA)         | 6:24:24    |
| 18       | Vladimir Karpets (RUS)      | 6:24:59    |
| 19       | Murilo Fischer (BRA)        | 6:26:17    |
| 20       | Fabian Wegmann (ALE)        | m.t.       |
| 21       | Erik Hoffmann (NAM)         | m.t.       |
| 22       | Christian Pfannberger (AUT) | m.t.       |
| 23       | Gustav Larsson (SUE)        | m.t.       |
| 24       | Nicki Sørensen (DEN)        | m.t.       |
| 25       | Radoslav Rogina (CRO)       | m.t.       |
| 26       | John-Lee Augustyn (RSA)     | m.t.       |
| 27       | Nuno Ribeiro (POR)          | m.t.       |
| 28       | Ignatas Konovalovas (LTU)   | m.t.       |
| 29       | Jackson Rodríguez (VEN)     | m.t.       |
| 30       | Matthew Lloyd (AUS)         | m.t.       |
| 31       | Kurt Asle Arvesen (NOR)     | m.t.       |
| 32       | Kanstantsin Siutsou (BLR)   | m.t.       |
| 33       | Rémi Pauriol (FRA)          | m.t.       |
| 34       | Tadej Valjavec (SLO)        | m.t.       |
| 35       | Yaroslav Popovych (UKR)     | m.t.       |
| 36       | Simon Gerrans (AUS)         | m.t.       |
| 37       | Thomas Lövkvist (SWE)       | 6:26:25    |
| 38       | Thomas Rohregger (AUT)      | m.t.       |
| 39       | George Hincapie (USA)       | m.t.       |
| 40       | José Serpa (COL)            | 6:26:27    |
| 41       | Johan Van Summeren (BEL)    | m.t.       |
| 42       | Fränk Schleck (LUX)         | m.t.       |
| 43       | Andrey Mizourov (KAZ)       | m.t.       |
| 44       | Roman Kreuziger (CZE)       | 6:26:35    |
| 45       | Kim Kirchen (LUX)           | 6:26:40    |

| Posición | Ciclista                   | Tiempo     |
| -------- | -------------------------- | ---------- |
| 46       | Moisés Aldape Chavez (MEX) | 6:28:08    |
| 47       | Rein Taaramäe (EST)        | 6:30:49    |
| 48       | Carlos Sastre (ESP)        | 6:31:06    |
| 49       | Franco Pellizotti (ITA)    | m.t.       |
| 50       | Serguéi Lagutín (UZB)      | m.t.       |
| 51       | Hossein Askari (IRI)       | 6: 34' 22" |
| 52       | Ruslan Pidgornyy (UKR)     | m.t.       |
| 53       | Julian Dean (NZL)          | 6: 34' 26" |
| 54       | Jacek Morajko (POL)        | m.t.       |
| 55       | Ryder Hesjedal (CAN)       | m.t.       |
| 56       | Matija Kvasina (CRO)       | m.t.       |
| 57       | Marcus Ljungqvist (SWE)    | m.t.       |
| 58       | Svein Tuft (CAN)           | m.t.       |
| 59       | Denis Menchov (RUS)        | m.t.       |
| 60       | Jure Golčer (SLO)          | s.t.       |
| 61       | Ján Valach (SVK)           | m.t.       |
| 62       | Marzio Bruseghin (ITA)     | m.t.       |
| 63       | Nicolas Roche (IRL)        | m.t.       |
| 64       | Laurens ten Dam (NED)      | m.t.       |
| 65       | Péter Kusztor (HUN)        | 6:35' 44"  |
| 66       | Ivan Stević (SRB)          | m.t.       |
| 67       | Gatis Smukulis (LAT)       | 6: 36' 48" |
| 68       | Tanel Kangert (EST)        | m.t.       |
| 69       | Gonzalo Garrido (CHI)      | m.t.       |
| 70       | Edvald Boasson Hagen (NOR) | m.t.       |
| 71       | André Cardoso (POR)        | 6: 39' 42" |
| 72       | Aleksandr Kuschynski (BLR) | m.t.       |
| 73       | Dainius Kairelis (LTU)     | m.t.       |
| 74       | Petr Benčík (CZE)          | m.t.       |
| 75       | Alexandre Pliuschin (MDA)  | m.t.       |
| 76       | Denys Kostyuk (UKR)        | m.t.       |
| 77       | Serguéi Ivanov (RUS)       | m.t.       |
| 78       | Ghader Mizbani (IRI)       | m.t.       |
| 79       | David George (RSA)         | m.t.       |
| 80       | Philip Deignan (IRL)       | m.t.       |
| 81       | Glen Chadwick (NZL)        | m.t.       |
| 82       | Alexandre Usov (BLR)       | 6:49:59    |
| 83       | Tomasz Marczynski (POL)    | m.t.       |
| 84       | Nebojša Jovanović (SER)    | m.t.       |
| 85       | Takashi Miyazawa (JAP)     | 6:55:24    |
| 86       | Rafaâ Chtioui (TUN)        | 7:03:04    |
| 87       | Park Sung-Baek (KOR)       | m.t.       |
| 88       | Kin San Wu (HKG)           | 7:05:57    |
| 89       | Luciano Pagliarini (BRA)   | 7:08:27    |
| DQ       | Davide Rebellin (ITA)      |            |

### Abandonos
Muchos ciclistas no esperaban finalizar la prueba, puesto que su objetivo era apoyar a sus compañeros de selección con mejores dotes para la montaña, y dejarles en una buena situación de carrera cuando comenzaran las cuestas más duras del recorrido. Muchos ciclistas utilizaron la prueba como preparación para la prueba contrarreloj individual que se celebró pocos días después. En caso de que un ciclista fuera doblado por el líder de la carrera, debía abandonar obligatoriamente la prueba.
En total hubo 53 abandonos en la carrera, la lista ordenada cronológicamente es la siguiente:
| \| 1. David Zabriskie (USA) (preparación para la contrarreloj individual)[47] 2. Robert Hunter (RSA) (doblado, descalificado)[43] 3. Alejandro Borrajo (ARG) (doblado, descalificado)[43] 4. Niki Terpstra (NED) (problemas mecánicos, fatiga)[48] 5. Matías Médici (ARG) 6. Danail Petrov (BUL) (doblado, descalificado)[43] 7. László Bodrogi (HUN) (preparación para la contrarreloj individual)[49] 8. Horacio Gallardo (BOL) 9. Jonathan Bellis (GBR) (problemas respiratorios)[4] 10. Raivis Belohvoščiks (LET) 11. Gerald Ciolek (GER) (fatiga)[33] 12. Ahmed Belgasem (LBA) 13. Zhang Liang (CHN) (doblado, descalificado)[43] 14. Juan José Haedo (ARG) (problemas respiratorios)[50] 15. Hichem Chabane (ALG) (doblado, descalificado)[43] 16. Roman Broniš (SVK) 17. Matej Jurčo (SVK) (fatiga por el calor)[48] 18. Maxime Monfort (BEL) 19. Steve Cummings (GBR) (fatiga y preparación para la contrarreloj individual)[51] 20. Óscar Freire (ESP) (enfermedad estomacal)[52] 1. Karsten Kroon (NED) (fatiga por el calor)[53] 2. Roger Hammond (GBR) 3. Jason McCartney (USA) (fatiga)[54] 4. Vladimir Efimkin (RUS) 5. Andriy Grivko (UKR) (fatiga por el calor)[48] 6. Mario Contreras (ESA) \| 1. Mahdi Sohrabi (IRI) (doblado, descalificado)[43] 2. Henry Raabe (CRC) (doblado, descalificado)[43] 3. Fumiyuki Beppu (JAP) 4. Gabriel Rasch (NOR) 5. Maxim Iglinskiy (KAZ) 6. Stuart O'Grady (AUS) (dolor de cabeza)[30] 7. Borut Božič (SLO) 8. Evgeniy Gerganov (BUL) 9. Patricio Almonacid (CHI) 10. Timothy Gudsell (NZL) (fatiga)[55] 11. Jurgen van den Broeck (BEL) 12. Brian Vandborg (DIN) 13. Stefan Schumacher (ALE) (fatiga relacionada con el calor y la contaminación)[15] 14. Christophe Brandt (BEL) 15. Vladimir Miholjević (CRO) (accidente con Špilak)[49] 16. Lars Petter Nordhaug (NOR) 17. Vincenzo Nibali (ITA) 18. Bert Grabsch (ALE) 19. Stef Clement (NED) 20. Ben Swift (GBR) (fatiga por el calor)[51] 21. Rigoberto Urán (COL) 22. Pierre Rolland (FRA) 23. Cyril Dessel (FRA) 24. Pierrick Fédrigo (FRA) 25. Jens Voigt (ALE) (fatiga relacionada con el calor y la contaminación)[56] 26. Simon Špilak (SLO) (accidente con Miholjević)[49] 27. Alberto Contador (ESP) (fatiga)[57] \| | |
| 1. David Zabriskie (USA) (preparación para la contrarreloj individual) 2. Robert Hunter (RSA) (doblado, descalificado) 3. Alejandro Borrajo (ARG) (doblado, descalificado) 4. Niki Terpstra (NED) (problemas mecánicos, fatiga) 5. Matías Médici (ARG) 6. Danail Petrov (BUL) (doblado, descalificado) 7. László Bodrogi (HUN) (preparación para la contrarreloj individual) 8. Horacio Gallardo (BOL) 9. Jonathan Bellis (GBR) (problemas respiratorios) 10. Raivis Belohvoščiks (LET) 11. Gerald Ciolek (GER) (fatiga) 12. Ahmed Belgasem (LBA) 13. Zhang Liang (CHN) (doblado, descalificado) 14. Juan José Haedo (ARG) (problemas respiratorios) 15. Hichem Chabane (ALG) (doblado, descalificado) 16. Roman Broniš (SVK) 17. Matej Jurčo (SVK) (fatiga por el calor) 18. Maxime Monfort (BEL) 19. Steve Cummings (GBR) (fatiga y preparación para la contrarreloj individual) 20. Óscar Freire (ESP) (enfermedad estomacal) 1. Karsten Kroon (NED) (fatiga por el calor) 2. Roger Hammond (GBR) 3. Jason McCartney (USA) (fatiga) 4. Vladimir Efimkin (RUS) 5. Andriy Grivko (UKR) (fatiga por el calor) 6. Mario Contreras (ESA) | 1. Mahdi Sohrabi (IRI) (doblado, descalificado) 2. Henry Raabe (CRC) (doblado, descalificado) 3. Fumiyuki Beppu (JAP) 4. Gabriel Rasch (NOR) 5. Maxim Iglinskiy (KAZ) 6. Stuart O'Grady (AUS) (dolor de cabeza) 7. Borut Božič (SLO) 8. Evgeniy Gerganov (BUL) 9. Patricio Almonacid (CHI) 10. Timothy Gudsell (NZL) (fatiga) 11. Jurgen van den Broeck (BEL) 12. Brian Vandborg (DIN) 13. Stefan Schumacher (ALE) (fatiga relacionada con el calor y la contaminación) 14. Christophe Brandt (BEL) 15. Vladimir Miholjević (CRO) (accidente con Špilak) 16. Lars Petter Nordhaug (NOR) 17. Vincenzo Nibali (ITA) 18. Bert Grabsch (ALE) 19. Stef Clement (NED) 20. Ben Swift (GBR) (fatiga por el calor) 21. Rigoberto Urán (COL) 22. Pierre Rolland (FRA) 23. Cyril Dessel (FRA) 24. Pierrick Fédrigo (FRA) 25. Jens Voigt (ALE) (fatiga relacionada con el calor y la contaminación) 26. Simon Špilak (SLO) (accidente con Miholjević) 27. Alberto Contador (ESP) (fatiga) |